# Židněves
Židněves ist ein Dorf im Okres Mladá Boleslav, Tschechien. Im Dezember 2007 lebten hier 290 Einwohner.

## Geographie
Das Dorf liegt in einer fruchtbaren, intensiv landwirtschaftlich genutzten Ebene im Tal des Baches Klenice, einem linken Zufluss der Jizera. Das Zentrum der Bezirkshauptstadt Mladá Boleslav ist 6,5 Kilometer in westlicher Richtung entfernt. Direkte Nachbarorte sind Březno im Süden, Plazy im Westen, Dolní Stakory und Husí Lhota im Norden und Sukorady im Osten.
Mitten durch den Ort verläuft die Straße erster Ordnung Nr. 16 von Mladá Boleslav nach Jičín, die zu den stark befahrenen Verkehrswegen der Region gehört. Im Jahr 2005 wurde hier ein Verkehrsaufkommen von 14.000 Fahrzeugen pro Tag gemessen.

## Geschichte
Die erste Erwähnung des Ortes stammt von 1255. In diesem Jahr erscheint der Vladike Malhost de Schidinawes als Besitzer der hiesigen Herrschaft in einer lateinischen Urkunde. 1302 ging der Besitz an Benesch von Wartenberg über. Unter König Wenzel II. erhielt der Ort Marktrechte. Von 1558 bis 1850 gehörte er zum benachbarten Březno.
Als weitere Varianten des Ortsnamens sind in den Urkunden Zydinawes (1302), Zydynyewes (1397), Zidnowes (1654) und Žitnoves (1904) überliefert, ferner aus dem Jahr 1789 die lautmalerische deutsche Übersetzung Judendorf.

## Sehenswürdigkeiten
- Auf dem Dorfplatz steht die Kapelle der heiligen Anna aus dem Jahr 1866.
- Die barocke Statue des heiligen Wenzel und Reliefs des heiligen Florian und Johannes von Nepomuk stammen aus der 2. Hälfte des 18. Jahrhunderts.